# Avantasia (історія)
Avantasia — історія, яка складається з двох музичних альбомів (метал-опера) написаних Тобіасом Самметом. Вона була написана у форматі гри і співу персонажів, діалогів і внутрішніх думок. Розповідь розділена на дві частини The Metal Opera і The Metal Opera Part II, які були видані в 2001 і 2002 роках відповідно. В записі альбомів узяло участь багато виконавців з різних павер-метал гуртів, таких як Helloween, Gamma Ray, Stratovarius, Rhapsody of Fire та багатьох інших.
«Avantasia» походить від сполучення слів «авалон» і «фантазія» і означає «світ за межами людської уяви» (цитата з буклету). Проект складається з двох CD, які включають 23 пісні, в яких розповідається видумана історія про домініканського монаха, Габріеля, на початку 17 століття (розповідь розпочинається у 1602 році нашої ери).

## Сюжет
Сценарій опери являє собою історія в жанрі фентезі з відтінком містики. На сюжет вплинула казка німецького письменника Міхаеля Енде «Нескінченна історія». Центральна думка опери — фантазія, як найвища цінність, свобода думки і відмова від догм. На обкладинці другої частини опери на вежі, де живе злий дух, зображені знак долара і циркуль — символи бездушного прогресу і жадоби наживи, як протиставлення польоту мрії.
Назва «Авантазія» — чарівна країна, де проходять події — утворено з сполучення слів «Авалон» і «фантазія», і означає «світ за межами людської уяви». Проте, є ще варіант, який пропонує як перший елемент назви приставку «avant-» (рух вперед).

### Частина I
Дії відбуваються на початку XVII століття.
Послушник Габріель Лайманн живе при домініканському монастирі в місті Майнц. Габріель — чесний монах, зразковий християнин і борець з чаклунством. Однак несподівано його власну сестру Анну заарештовує інквізитор Фальк фон Кронберг. Їй загрожують катування і смерть на вогнищі як відьмі. Намагаючись з’ясувати, в чому винна Анна, Габріель знаходить в бібліотеці монастиря древню заборонену книгу, яку він і Кронберг знайшли раніше в страченої відьми Ельзе Воглер. Наставник брат Якоб застає свого учня за читанням забороненої літератури, і Габріеля кидають до в'язниці.
У в'язниці він зустрічає старого друїда, якого звати Лугайд Вендрой. Своїми словами про свободу духу і фантазії Лугайд запалює серце юнака, переконуючи його, що інквізитори — лицеміри, які прикриваються вірою і обманюють самих себе (Reach Out for the Light). Габріель просить друїда пояснити йому, що діється навкруги насправді. У той же час брата Якоба мучать докори сумління через те, що він зрадив свого улюбленого послушника, але монах впевнений, що поступив правильно (Serpents in Paradise). Габріель, тим часом, розуміє, що спалена на вогнищі Ельзе Воглер могла бути невинна, так як і Анна (Malleus Malificarum). Лугайд пропонує Габріелю угоду: друїд допоможе йому сестру, якщо монах зробить йому послугу зі свого боку. Згадуючи своє дитинство, які він провів з Анною, молодий послушник твердо вирішує, що звільнить її, які б випробування його не чекали попереду (Farewell). Двом змовникам незабаром вдається втекти (Breaking Away).
Тим часом, єпископ фон Бікен, інквізитор фон Кронберг і брат Якоб везуть книгу чудес римському папі Клименту VIII. Папі являється голос, який говорить, ніби ця книга — ключ до великого знання. Клірики приймають цей голос за голос ангела і підкорюються його вказівкам. Вони відчиняють двері між світами, які заховані в Римі, і йдуть за голосом (Glory of Rome).
В лісі, недалеко від Майнцу, друїд розповідає юнаку, що книга насправді — печать, яка відкриває дорогу в загадкову країну фантазій. Колись вона була відчинена для кожного, але поступово люди, ставали дріб'язковими і егоїстичними, стали забувати про неї, і скоро чарівна країна може зникнути назавжди з волі якоїсь зловісної Вежі. Лугайд відправляє Габріеля через портал в інший світ, а сам, залишившись в цій реальності, продовжує телепатично спілкуватись з молодим послушником (Avantasia). Габріель приходить до тями в іншому вимірі, де його зустрічають гном Регрін і відводить в чарівне місто Сесідбану, до тамтешнього правителя — ельфа Елдерайна. Вони пояснюють йому, що місце, куди він потрапив — Авантазія, країна фантазії і знання, відображення реального світу (Inside). І зараз їй загрожує небезпека: злий дух, ув'язнений в Вежі, яка знаходиться в похмурій пустелі, хоче зруйнувати зв'язок між Землею і Авантазією, і тоді люди остаточно перестануть мріяти. Цей демон маніпулює священиками, щоб вони принесли йому книгу, яка є ключем для його звільнення (Sign of the Cross). Габріель погоджується допомогти авантазійцям і разом з Елдерайном на ельфійському літальному апараті відправляється в пустинні землі. Тим часом, Папа, фон Бікен і Якоб наближаються до Вежі, яка оточена темними військами, і голос який лунає зсередини вимагає віддати йому ключ. Священики, не зважаючи на свою віру, сильно налякані, і Габріель, якого підганяє Лугайд, викрадає книгу прямо в них з-під носа і, підхоплений Елдерайном, повертається в Сесідбану (The Tower).

### Частина II
Голос-«ангел» шаленіє: він не отримав обіцяного ключа, який тепер в руках його ворогів, і погрожує покарати невдалих виконавців. Габріель поступово починає осмислювати, наскільки важливим був його вчинок, і як цінна його людська фантазія (The Seven Angel).
Тим часом, книга-ключ надійно захована ельфами і небезпека для Авантазії тимчасово минула. Габріель може повертатися додому. Але Лугайд переконаний, що їм потрібно ще багато з’ясувати, і сам юнак також тягнеться до знань. Він просить своїх нових друзів відкрити більше про Авантазію, і Елдрейн відсилає його до Дерева Мудрості (No Return). Габріель розмовляє з Деревом, яке відкриває йому таємниці мудрості (The Looking Glass). Воно попереджає послушника, що істина може бути дуже страшною і небезпечною, але якщо він хоче пізнати її, то повинен йти до кінця (In Quest For). Потім молодий монах несподівано бачить в воді озера, на березі якого росте Дерево, образ свого вчителя Якоба, який терпить муки в вогняному озері, куди його душа була кинута духом з Вежі (The Final Sacrifice).
Між цим, клірики блукають Авантазією, марно намагаючись знайти книгу і злодія. Вони в збентеженні: прекрасна країна чудес здається їм спокусою в кару за гріхи. Єпископ фон Бікен роздумує, що немає нічого поганого в тому, що деякі люди знають більше ніж інші, і просить в ангела направити їх назад до Риму (Neverland).
Габріель повертається в Сесідбану. Послушник хоче якомога швидше звільнити Анну, але спочатку він повинен врятувати полонені демоном душі (Anywhere). Габріель просить Елдерайна розповісти йому, як врятувати наставника. Ельф повідомляє, що в катакомбах під Римом прихований кубок Агонії, де знемагають душі приречених, чия енергія підживлює Вежу, і що його охороняє страшний Звір. Габріель і Регрін відправляються в реальний світ за Кубком. Юнаку вдається здобути артефакт і звільнити душу Якоба, але відважний гном гине в сутичці з Звіром. Звільнення інших душ послаблює темну армію Вежі і дає мешканцям Авантазії нові шанси на перемогу над злом (Chalice of Agony).
Тепер черга Лугайда виконати своє слово. Він разом з декількома відданими людьми відправляється у в'язницю інквізиторів, де перебуває Анна. До нього несподівано приєднується Якоб, який зрозумів, що був обманутий Голосом і лицемірами. Вони б'ються з фон Кронбергом і звільняють Анну ціною своїх життів. Інквізитора до кінця днів переслідують жахи страт і катувань, які він здійснив (Memory). Анна об'єднується з братом Габріелем і вони разом йдуть в невідоме (Into the Unknown).

## Релігія в опері
Римо-католицька церква відіграє важливу роль в сюжеті. Люди, схожі на Климента VIII і єпископа фон Бікена, різко критикуються за те що, вони вважають себе єдиними власниками істини і не бажають допускати до неї простих людей, а також за те, що вони використовують її для досягнення влади, в той час як самі не в стані побачити всю правду про світ. В текстах пісень також фігурують доволі велика кількість християнських символів і образів, які так чи інакше пов'язані з релігією:
- Malleus Maleficarum — широко відомий середньовічний трактат по демонології.
- Гора Хорив(Sign of the Cross), де, згідно з Біблією, Мойсей отримав Скрижалі. Єпископ фон Бікен сприймає цей епізод, як заклик до знищення «єретиків».
- Сім Ангелів Апокаліпсису і описання Армагедону взяті з Одкровення Івана Богослова (The Seven Angels).
- Вавилонська блудниця з Одкровення Івана Богослова, з якою Габріель в The Seven Angels порівнює католицьку церкву. Він же в Neverland використовує термін «Римська Блудниця».
- Агнець божий(Sign of the Cross).
- Мамона(Sign of the Cross) — негативний символ багатства і земних благ.
- Авантазія в текстах часто називається країною Спасіння (Sign of the Cross), а Кубок Агонії з римських підземель характеризується як ворота в пекло (The Final Sacrifice,Chalice of Agony).
- Демон, ув'язнений в Вежі, багато в чому зображається як Сатана, зокрема, Габріель, каже про кліриків, які йдуть до нього, що їх таємно веде сам диявол.
- Вино в християнському розумінні цього слова використовується декілька разів по ходу опери. Так, Климент VIII каже, що вони повинні «випити вино Гнозиса» і зачинити дорогу в Авантазію. Вином, також, наповнений Кубок Агонії.[1][2]

## Історична достовірність
- Саме при Клименті VIII був спалений на вогнищі Джордано Бруно. Тим не менше, реальний Папа сильно відрізнявся віл свого різко негативного образу в опері. Окрім боротьби з єрессю, найбільш значними подіями, пов'язаними з ним, є прийняття Брестської Унії, яка привела до появи католиків східного обряду, а також Ювілейний рік в 1600.
- Йохан Адам фон Бікен також є реальною історичною особистістю, окрім Папи. Він займав пост архієпископа в Майнці в 1601—1604 роках.
- Монахи-домініканці, до числа яких належали Габріель і Якоб, у свій час дійсно були одними з найбільш ревних мисливців на відьм і єретиків, і в 1233 році Папа Григорій IX віддав під їх контроль інквізицію, хоча поширена думка про те, що саме святий Домінік був засновником цього інституту виглядає сумнівною. Домініканцем, наприклад, був великий інквізитор Томас Торквемада.[3].
- Побоювання Якоба, фон Бікена і Климента VIII, які стосувалися шукачів правди, достатньо обґрунтовані, з огляду на те, що описаний в опері період збігається з кінцем Епохи Відродження і розпалом Реформації. Тоді багато мислителів ставили під сумнів і піддавали різкій критиці догмати Католицької церкви, і в Європі йшло справжнє збурення думок.

## Склад виконавців

### Музиканти
- Хеньо Ріхтер — Гітара
- Йенс Людвіг — Гітара
- Норман Мейріц — Гітара
- Тімо Толккі — Гітара
- Маркус Гросскопф — Бас-гітара
- Алекс Хольварц — Ударні
- Ерік Сінгер — Ударні
- Тобіас Саммет — Клавішні, Бас-гітара
- Франк Тішер — Піаніно

### Вокалісти
- Тобіас Саммет — Габріель Лейманн
- Міхаель Кіске — Лугайд Вендрой
- Девід Дефейс — Брат Якоб
- Ральф Здіарстек — Інквізитор Фальк фон Кронберг
- Шарон ден Адель — Анна Хельд
- Роб Рок — Єпископ Йоханн фон Бікен
- Олівер Хартман — Папа Климент VIII
- Андре Матос — Ельф Елдерайн
- Кай Хансен — Гном Регрін
- Тімо Толккі — Містичний Голос з Вежі
- Боб Кетлі — Дерево Знань